# Grande Prêmio da Tailândia de Motovelocidade
O Grande Prêmio da Tailândia de MotoGP é um evento motociclístico que faz parte do mundial de MotoGP desde 2018. Ele se realiza no Circuito Internacional de Chang, perto de Buriram, na província de Buriram. Em 2020 e 2021, a prova foi cancelada devido à pandemia de COVID-19. O evento terá lugar no Circuito Internacional de Buriram até, pelo menos, 2026.
A 21 de agosto de 2024, foi anunciado que o Grande Prémio da Tailândia será a prova de abertura das temporadas de 2025 e 2026
.

## Vencedores do Grande Prêmio da Tailândia
| Ano  | Pista   | Moto3                                   | Moto3                                   | Moto2                                   | Moto2                                   | MotoGP                                  | MotoGP                                  | Resumo                                  |
| Ano  | Pista   | Piloto                                  | Moto                                    | Piloto                                  | Moto                                    | Piloto                                  | Moto                                    | Resumo                                  |
| ---- | ------- | --------------------------------------- | --------------------------------------- | --------------------------------------- | --------------------------------------- | --------------------------------------- | --------------------------------------- | --------------------------------------- |
| 2025 | Buriram | José Antonio Rueda                      | KTM                                     | Manuel González                         | Kalex                                   | Marc Márquez                            | Ducati                                  |                                         |
| 2024 | Buriram | David Alonso                            | CFMoto                                  | Arón Canet                              | Kalex                                   | Francesco Bagnaia                       | Ducati                                  |                                         |
| 2023 | Buriram | David Alonso                            | Gas Gas                                 | Fermín Aldeguer                         | Boscoscuro                              | Jorge Martín                            | Ducati                                  |                                         |
| 2022 | Buriram | Dennis Foggia                           | Honda                                   | Tony Arbolino                           | Kalex                                   | Miguel Oliveira                         | KTM                                     |                                         |
| 2021 | Buriram | Cancelado devido à Pandemia de COVID-19 | Cancelado devido à Pandemia de COVID-19 | Cancelado devido à Pandemia de COVID-19 | Cancelado devido à Pandemia de COVID-19 | Cancelado devido à Pandemia de COVID-19 | Cancelado devido à Pandemia de COVID-19 | Cancelado devido à Pandemia de COVID-19 |
| 2020 | Buriram | Cancelado devido à Pandemia de COVID-19 | Cancelado devido à Pandemia de COVID-19 | Cancelado devido à Pandemia de COVID-19 | Cancelado devido à Pandemia de COVID-19 | Cancelado devido à Pandemia de COVID-19 | Cancelado devido à Pandemia de COVID-19 | Cancelado devido à Pandemia de COVID-19 |
| 2019 | Buriram | Albert Arenas                           | KTM                                     | Luca Marini                             | Kalex                                   | Marc Márquez                            | Honda                                   | Detalhes                                |
| 2018 | Buriram | Fabio Di Giannantonio                   | Honda                                   | Francesco Bagnaia                       | Kalex                                   | Marc Márquez                            | Honda                                   | Detalhes                                |

### Pilotos com mais vitórias
| # Vit | Piloto            | Vitórias  | Vitórias         |
| # Vit | Piloto            | Categoria | Anos vitórias    |
| ----- | ----------------- | --------- | ---------------- |
| 3     | Marc Márquez      | MotoGP    | 2018, 2019, 2025 |
| 2     | David Alonso      | Moto3     | 2023, 2024       |
| 2     | Francesco Bagnaia | MotoGP    | 2024             |
| 2     | Francesco Bagnaia | Moto2     | 2018             |

### Construtores com mais vitórias
| # Vit | Construtor | Vitórias  | Vitórias                     |
| # Vit | Construtor | Categoria | Anos Vitórias                |
| ----- | ---------- | --------- | ---------------------------- |
| 5     | Kalex      | Moto2     | 2018, 2019, 2022, 2024, 2025 |
| 4     | Honda      | MotoGP    | 2018, 2019                   |
| 4     | Honda      | Moto3     | 2018, 2022                   |
| 3     | KTM        | MotoGP    | 2022                         |
| 3     | KTM        | Moto3     | 2019, 2025                   |
| 3     | Ducati     | MotoGP    | 2023, 2024, 2025             |